# سیرینا کامارا
سیرینا کامارا (انگلیسی: Sirina Camara؛ زادهٔ ۱۲ آوریل ۱۹۹۱) بازیکن فوتبال اهل فرانسه است.
از باشگاه‌هایی که در آن بازی کرده‌است می‌توان به باشگاه فوتبال هوم یونایتد اشاره کرد.